# Soganaclia roedereri
Soganaclia roedereri är en fjärilsart som beskrevs av Griveaud 1970. Soganaclia roedereri ingår i släktet Soganaclia och familjen björnspinnare. Inga underarter finns listade i Catalogue of Life.